# O2 Academy Islington
Az O2 Academy Islington (korábban Carling Academy Islington) egy az Academy Music Group vezetésében álló fedett zeneterem a islington kerületi N1 Islington bevásárlóközpontban, melyet az Upper Streetről és a Liverpool Roadról lehet megközelíteni. A létesítmény főterme 800 ember befogadására képes, míg az ezzel szomszédos O2 Academy 2 250 férőhelyes.

## Története
A létesítményt külön zenei célokra építették és 2002 szeptemberében adták át. Az épület eredetileg a Dave Stewart (Eurythmics) és Mark Fuller klubpromóter támogatását élvező, azonban rövid életűnek bizonyult Marquee N1 zenei és éttermi létesítménynek adott otthont.
A létesítmény jelenlegi formájában 2003 szeptemberében nyitotta meg kapuit az O2 Academy Group legkisebb londoni koncerttermeként.

## Fellépői
Az Alkaline Trio amerikai punkegyüttes lépett fel a koncertterem nyitóéjszakáján. Az O2 Academy Islingtonban fellépő további előadók közé tartozik a Roger Chapman & The Shortlist, a Big Country, a Magnum, a Riverside, a Satyricon, az FM, a Kiss, a Train, a 7 Day Weekend, a The Damned, a maNga, a Zebrahead, Hugh Cornwell, Tarja Turunen, Jello Biafra, Gackt, Utada Hikaru, a The Jon Spencer Blues Explosion, a Coheed and Cambria, a Vamps, Max Milner, a The Script, a The Rasmus, a Paramore, az East 17, a Morbid Angel, a Dimmu Borgir, Sarah Harding, a Vanmity Draws Blood, a Scandal vagy a My Chemical Romance (akik itt vették fel a Planetary (Go!) című számuk videóklipjét).